# Sandrine Ringler
Sandrine Ringler (* 10. September 1973 in Sélestat) ist eine ehemalige französische Fußballspielerin. Seit Beendigung ihrer Spielerlaufbahn arbeitet sie als Trainerin im Frauenfußball.

## Vereinskarriere
Sandrine Ringler begann bereits als Sechsjährige mit dem Vereinsfußball; dabei spielte sie fast während ihrer gesamten Jugend bei zwei Amateurklubs aus dem Grand Ried zwischen ihrer Geburtsstadt und Marckolsheim. Erste Station war an ihrem Wohnort Heidolsheim die Union Sportive, wo auch ihr Vater Fußball spielte und sie selbst in den aus Jungen und Mädchen gemischten Jahrgangsmannschaften antrat. Mit dem Eintritt in die C-Jugend musste sie sich einem reinen Mädchenteam anschließen und deshalb zum FC Hilsenheim wechseln. Bei diesem Verein kam sie noch als Jugendliche auch schon in der ersten Frauschaft zum Einsatz und gewann mit dieser 1989 die elsässische Meisterschaft sowie 1990 den regionalen Pokalwettbewerb. Gleich anschließend sicherte sich das seinerzeitige elsässischen Frauenfußball-Flaggschiff, die ASPTT Strasbourg, ihre Dienste. Auch bei den Postsportlerinnen wuchs sie schnell in die erste Frauschaft hinein und wurde dort zur Stammspielerin im Defensivbereich. Am Ende ihrer zweiten Spielzeit dort belegte ihr Team bei den letztmals noch in einer Kombination aus Gruppen- und K.o.-Spielen ausgetragenen Landesmeisterschaft Platz zwei in der Vorrundengruppe Südost und qualifizierte sich damit für das zum Sommer 1992 neu eingeführte Championnat National 1 A, eine landesweite höchste Liga.
Dessen erste Spielzeit beendete Ringler mit den Straßburgerinnen auf einem gesicherten Platz im Mittelfeld des Klassements, und im Jahr darauf wurden sie sogar Meisterschafts-Dritte, punktgleich mit Titelverteidiger FC Lyon und deutlich hinter dem Juvisy FCF. In diesem Jahr debütierte die Abwehrspielerin auch in der Nationalelf (siehe das Kapitel weiter unten). Nur zwei Jahre später folgte für die ASPTT, die diese Saison lediglich auf dem zehnten Platz abschloss, allerdings der Abstieg. Wie etliche ihrer Mannschaftskameradinnen schloss sie sich daraufhin dem benachbarten FC Vendenheim an, bei dem sie die folgenden beiden Saisons in der zweiten Liga spielte. 1998 wechselte sie zum SC Schiltigheim, ebenfalls im Unterelsass beheimatet und ebenfalls Zweitdivisionär. Dort traf sie weitere ehemalige ASPTT-Mitspielerinnen an. Am Ende ihres zweiten Jahres in Schiltigheim gelang Sandrine Ringler und ihren Mitspielerinnen zur Saison 2000/01 der Aufstieg in die höchste Spielklasse. In dieser kam sie aber nur noch wenige Wochen zum Einsatz; Ende September 2000, einen Tag nach einer Niederlage gegen den FC Lyon, zog sie sich bei einem Verkehrsunfall schwere Verletzungen zu. Mehrere Versuche, wieder zu alter Leistungsstärke zurückzufinden, misslangen. Deshalb musste sie den Fußballsport auf hohem Niveau als gerade erst 27-Jährige beenden. Ihre Spielerkarriere war auch nicht durch den Gewinn eines nationalen Titels gekrönt worden, zumal ein Frauen-Landespokalwettbewerb in Frankreich auch erst 2001 eingeführt wurde.

### Stationen
- US Heidolsheim (1979–1985)
- FC Hilsenheim (1985–1990)
- ASPTT Strasbourg (1990–1996)
- FC Vendenheim (1996–1998)
- SC Schiltigheim (1998–September 2000)

## In der Nationalmannschaft
In der französischen Frauennationalelf debütierte Sandrine Ringler im September 1994 anlässlich eines Qualifikationsspiels zur Europameisterschaft 1995 gegen Schottland. Auch in der Folge berücksichtigte Trainer Aimé Mignot sie bis zum Sommer 1996 regelmäßig. Dann dauerte es bis zum Frühjahr 1997, ehe sie wieder zu Einsätzen im blauen Nationaldress kam und in den EM-Kader Frankreichs berufen wurde. Bei der 1997er Endrunde in Norwegen und Schweden bestritt sie dann aber nur einen Kurzeinsatz: beim zweiten, mit 3:1 gewonnenen Gruppenspiel Frankreichs gegen Russland wechselte Mignot sie in der 89. Minute für Torjägerin Marinette Pichon ein. Nach der Vorrunde musste Frankreich die Heimreise antreten, wenn auch nur aufgrund des minimal schlechteren Torverhältnisses gegenüber den punktgleichen Spanierinnen.
Anschließend kam es zu einer erneuten Unterbrechung in Ringlers internationaler Karriere, weil die Mignot-Nachfolgerin Élisabeth Loisel sie nicht mehr berücksichtigte. Erst im März 1999 holte Loisel die Abwehrspielerin in den Nationalmannschaftskreis zurück und setzte sie bei zwei Freundschaftsspielen gegen die Frauen aus Österreich (über die volle Spielzeit) und Japan (für die letzten fünf Minuten) auch ein. Die Begegnung gegen die Asiatinnen war dann aber ihr letzter Einsatz für Frankreich.
Insgesamt stehen für Sandrine Ringler 19 A-Länderspiele zu Buche, in denen sie ohne Treffer blieb. Außer der Partie gegen Österreich hat sie nicht gegen andere Frauschaften aus dem deutschsprachigen Raum gespielt, dafür aber gleich viermal gegen die US-Amerikanerinnen.

## Trainerlaufbahn
Bereits 1996 hatte Sandrine Ringler ihre erste Übungsleiterlizenz erworben und trainierte neben der eigenen Spielerkarriere Mädchenteams ihres jeweiligen Vereins. 2004 folgte ein weiterer Trainerschein und 2019 erwarb sie die europaweit geltende Trainerlizenz für Teams aller Altersklassen mit Ausnahme von Profimannschaften. Von 2004 bis 2008 und erneut seit 2012 arbeitete sie als Assistenztrainerin bei der französischen U-19-Auswahl; in dieser Rolle war sie zuletzt unter Gilles Eyquem auch bei der U-20-Weltmeisterschaft 2018 in der Bretagne tätig. In den Jahren dazwischen (2008–2012) hatte sie Frankreichs Studentennationalmannschaft im Futsal trainiert. 2021 hat sie Sonia Haziraj als Cheftrainerin der weiblichen A-Jugend-Auswahl (U-19) abgelöst.
Zudem wurde Sandrine Ringler schon 2001, bald nach ihrem frühzeitigen Aus als Spielerin, als Technische Beraterin für den Mädchenfußball bei der elsässischen FFF-Regionaluntergliederung LAFA eingestellt. Diese Funktion hatte sie 2019 beim LAFA-Nachfolger Ligue du Grand Est de Football, der nach der französischen Regionenreform für den Grand Est zuständig ist, immer noch inne.

## Nachweise und Anmerkungen
1. ↑  Ligue d’Alsace de Football Association (Hrsg.), 100 ans de football en Alsace, 2002, Band 4, S. 168/169
2. ↑  Ligue d’Alsace de Football Association (Hrsg.), 100 ans de football en Alsace, 2002, Band 2, S. 25
3. ↑  Ligue d’Alsace de Football Association (Hrsg.), 100 ans de football en Alsace, 2002, Band 5, S. 155
4. ↑  nach dem Datenblatt der EM-Partie gegen die Russinnen bei fff.fr
5. ↑  Spieldatenblatt von Ringlers letztem Nationalelf-Auftritt bei fff.fr
6. ↑  siehe den Trainerstab der U-19 auf der Verbandsseite
7. ↑  Fotos des Trainerstabs der Bleuettes (U-20-Frauen) bei diesem Turnier auf fff.fr
8. ↑  Das Aufgebot für zwei Spiele in Belgien vom 19. November 2021 bei footofeminin.fr

| Personendaten    | Personendaten                 |
| ---------------- | ----------------------------- |
| NAME             | Ringler, Sandrine             |
| KURZBESCHREIBUNG | französische Fußballspielerin |
| GEBURTSDATUM     | 10. September 1973            |
| GEBURTSORT       | Sélestat, Frankreich          |